# 895 Helio
895 Helio, asteroid vanjskog glavnog pojasa. Otkrio ga je Max Wolf, 11. srpnja 1918.

## Vanjske poveznice
- Minor Planet Center